# Омица
Омица — река в России, протекает в Ненецком автономном округе. Впадает в Чёшскую губу Баренцева моря. Длина — 88 км.
Русло извилистое в верхнем и среднем течении. В бассейне реки расположены множество ручьёв, мелких озёр. Среди них: Безымянное.

## Данные водного реестра
По данным государственного водного реестра России относится к Двинско-Печорскому бассейновому округу, водохозяйственный участок — реки бассейна Баренцева моря от мыса Канин Нос до границы бассейна р. Печора. Речной подбассейн реки — подбассейн отсутствует. Речной бассейн реки — бассейны рек междуречья Печоры и Мезени, впадающие в Баренцево море.
Код объекта в государственном водном реестре — 03040000112103000053823.